# Comuna Budești, Bistrița-Năsăud
Budești (în maghiară: Budatelek, în germană: Budaken) este o comună în județul Bistrița-Năsăud, Transilvania, România, formată din satele Budești (reședința), Budești-Fânațe, Țagu și Țăgșoru.

## Demografie
Componența etnică a comunei Budești
     Români (77,19%)
     Romi (19,49%)
     Alte etnii (0,73%)
     Necunoscută (2,58%)
Componența confesională a comunei Budești
     Ortodocși (91,69%)
     Greco-catolici (3,37%)
     Penticostali (1,24%)
     Alte religii (1,12%)
     Necunoscută (2,58%)
Conform recensământului efectuat în 2021, populația comunei Budești se ridică la 1.780 de locuitori, în scădere față de recensământul anterior din 2011, când fuseseră înregistrați 1.856 de locuitori. Majoritatea locuitorilor sunt români (77,19%), cu o minoritate de romi (19,49%), iar pentru 2,58% nu se cunoaște apartenența etnică. Din punct de vedere confesional, majoritatea locuitorilor sunt ortodocși (91,69%), cu minorități de greco-catolici (3,37%) și penticostali (1,24%), iar pentru 2,58% nu se cunoaște apartenența confesională.

## Politică și administrație
Comuna Budești este administrată de un primar și un consiliu local compus din 11 consilieri. Primarul, Vasile Codrea[*], de la Partidul Social Democrat, este în funcție din 2000. Începând cu alegerile locale din 2024, consiliul local are următoarea componență pe partide politice:
|  | Partid                       | Consilieri | Componența Consiliului | Componența Consiliului | Componența Consiliului | Componența Consiliului | Componența Consiliului | Componența Consiliului |
|  | ---------------------------- | ---------- | ---------------------- | ---------------------- | ---------------------- | ---------------------- | ---------------------- | ---------------------- |
|  | Partidul Social Democrat     | 6          |                        |                        |                        |                        |                        |                        |
|  | Partidul Național Liberal    | 4          |                        |                        |                        |                        |                        |                        |
|  | Partida Romilor „Pro Europa” | 1          |                        |                        |                        |                        |                        |                        |

## Atracții turistice
- Biserica de lemn reformată din satul Țagu
- Biserica de lemn din satul Țăgșoru